# Sarphatistraat 1-5
Het gebouw Sarphatistraat 1 of Sarphatistraat 1-5 bestaat uit een kantoorgebouw aan de Sarphatistraat te Amsterdam-Centrum.
Het (toen) moderne kantoorgebouw werd gezet op het terrein waar voorheen enkele luxe woonhuizen stonden (Sarphatistraat 1-3 en eigendom van een bankier, Sarphatistraat 5) en een deel van Hotel Royal, dat stond op de hoek van het Frederiksplein/Sarphatistraat. Opdrachtgever voor het gebouw was de hypotheekbank Westland-Utrecht. Het kantoor werd geopend door Jelle Zijlstra, directeur van de grote buurman De Nederlandsche Bank aan de overkant gelegen.
De ontwerpers van het gebouw waren architecten Jelle Abma en Tjakko Hazewinkel van Abma & Hazewinkel. Het gebouw kreeg enige landelijke bekendheid toen het onderdeel werd van het kroningsoproer in 1980. De bank werd destijds geassocieerd met speculeren op de woningmarkt. Er zouden nog heel wat ruiten sneuvelen. In 1982 vertrok de bank alweer en werd het gebouw aangeschaft door diezelfde Nederlandsche Bank. Deze gebruikte de ruimten voor diverse doeleinden zoals een ICT-afdeling en vanaf 22 september 2015 ook als bezoekerscentrum met een opening door Máxima Zorreguieta.